# Euscelophilidius dimidiatus
Euscelophilidius dimidiatus is een keversoort uit de familie bladrolkevers (Attelabidae). De wetenschappelijke naam van de soort werd in 1956 gepubliceerd door Eduard Voss.